# Seznam československých velvyslanců ve Spojeném království
Seznam československých velvyslanců ve Spojeném království obsahuje vedoucí diplomatické mise Československa ve Spojeném království Velké Británie a Severního Irska. 
V rámci historických kontaktů se významným stal sňatek Anny České, která se roku 1382 vdala za anglického krále Richarda II. Princezna Alžběta Stuartovna se pak v roce 1613 stala manželkou Fridricha Falckého, který roku 1619 usedl na český trůn. Již v závěru první světové války uznala Velká Británie deklarací své vlády z 9. srpna 1918 Československou národní radu jako základ budoucí československé vlády. Nejednalo se však o diplomatické uznání. Na základě deklarace pak byla 3. září téhož roku podepsána bilaterální dohoda, kterou britský kabinet uznal právo účasti národní rady na mírových konferencích spojenců a ustavení československého diplomatického zástupce v Londýně. Roku 1919 se prvním takovým vyslancem stal Štefan Osuský. Česká republika navázala v lednu 1993 se Spojeným královstvím na předchozí diplomatické styky československého státního útvaru.

## Vyslanci Československa
- 1919–1920, JUDr. Štefan Osuský
- 1920–1925, JUDr. Vojtěch Mastný
- 1925–1938, Jan Masaryk

## Velvyslanci Československa
- 1942–1946, JUDr. Max Lobkowicz
- 1947–1949, PhDr. Bohuslav Kratochvíl
- 1949–1951, JUDr. Rudolf Bystrický
- 1951–1954, Josef Ullrich
- 1955–1958, JUDr. Jiří Hájek
- 1958–1961, Miroslav Galuška
- 1961–1966, JUDr. Zdeněk Trhlík
- 1966–1971, JUDr. Miloslav Růžek
- 1971–1974, JUDr. Miroslav Žemla
- 1974–1977, Ing. Mečislav Jablonský
- 1977–1983, RSDr. Zdeněk Černík
- 1983–1986, RSDr. Miroslav Houštecký
- 1986–1989, Jan Fidler
- 1990–1992, JUDr. Karel Duda